# Cryptoscatomaseter excavatus
Cryptoscatomaseter excavatus är en skalbaggsart som beskrevs av Robinson 1940. Cryptoscatomaseter excavatus ingår i släktet Cryptoscatomaseter och familjen Aphodiidae. Inga underarter finns listade i Catalogue of Life.